# Frans Hals der Jüngere
Frans Hals der Jüngere, eigentlich Frans Franszoon Hals, auch Frans Hals II, (getauft 16. Mai 1618 in Haarlem; † April 1669 ebenda) war ein holländischer Maler des so genannten Goldenen Zeitalters. Er entwickelte sich künstlerisch und vermutlich auch stilistisch im unmittelbaren Umkreis seines Vaters Frans Hals.

## Leben
Frans Hals der Jüngere war ein Sohn des Malers Frans Hals und dessen zweiter Ehefrau Lysbeth Reyniers. Über sein Leben ist heute kaum etwas bekannt. Er wurde von seinem Vater ausgebildet und war vermutlich in dessen Stil tätig. Am 29. November 1643 heiratete er Hester Jansdr. van Groeneveld.

## Künstlerisches Schaffen
Das künstlerische Schaffen des jüngeren Frans Hals liegt völlig im Dunkeln. Alle Zuschreibungen an ihn beruhen derzeit auf Spekulationen und lassen sich weder durch Dokumente noch stilkritisch belegen. Lange Zeit glaubte die Forschung, ihm all die mit dem Monogramm des Vaters signierten Bilder zuweisen zu können, die nach Ansicht der Experten nicht dessen hohen Qualitätsstandard erreichten, ein Verfahren, das heute als völlig haltlos angesehen wird. Des Weiteren wurde versucht, in einer Reihe mit FSRHALS oder FRHLS signierten Gemälden und Zeichnungen Arbeiten des jüngeren Frans Hals zu erkennen, obwohl die Werke erkennbar in keiner Beziehung zu den Werken der Haarlemer Schule und speziell der Kunst des älteren Frans Hals stehen. Erst Abraham Bredius publizierte 1917 den Künstler, der sich hinter dieser Signatur verbarg: François Ryckhals.
Darüber hinaus wurde auch erwogen, dem jüngeren Frans Hals die wenigen Gemälde seines Vaters zuzuweisen, die mit einem FHF signiert sind, und dieses Monogramm als Frans Hals Franszoon aufzulösen. Diese These wird von anderen Forschern jedoch abgelehnt und das Monogramm als Abkürzung für Frans Hals Fecit gedeutet. Sollte allerdings die erste Deutung zutreffen, dann würde dies bedeuten, dass die Arbeiten des jüngeren Frans Hals denen seines Vaters so nahestehen, dass sie kaum auseinanderzuhalten sind.
Lange Zeit lag das Augenmerk der Forschung auf einem Bild mit der Darstellung eines Jungen Kriegers in der Sankt Petersburger Eremitage (Öl auf Leinwand, 113 × 82,5 cm – Inv.-Nr. 986), welches zwar mit FH oder nach anderen Angaben mit F. Hals signiert ist, in der Schreibweise aber von der Art und Weise des Vaters abweicht. Das Bild gilt als Arbeit eines guten und tüchtigen Künstlers. Diese Zuschreibung an den jüngeren Frans Hals, obwohl auch in der Literatur vielfach für möglich gehalten, wird vom Rijksbureau voor Kunsthistorische Documentatie abgelehnt.